# Баранов, Алексей Григорьевич
Алексе́й Григо́рьевич Бара́нов (1844—1911) — русский педагог. Тайный советник.

## Биография
Родился 9 (21) марта 1844 года. Его родители: «села Спасского дворовый человек Григорий Парменов и законная его жена Анна Ермолаева, оба православного исповедания». Владельцем села Спас-Коркодино Клинского уезда Московской губернии был в то время Сергей Павлович Фонвизин, племянник Д. И. Фонвизина. После смерти С. П. Фонвизина крепостной мальчик достался по разделу имущества его дочери Наталии Сергеевне, которая была замужем за Д.С.Ржевским. Зимой 1851 года Н. С. Ржевская взяла мальчика к себе в Москву (там же была его старшая сестра по матери).
В ноябре 1854 года Ржевский был перемещён в Тверь, исполняющим должность директора Тверской гимназии и училищ Тверской губернии. Н. С. Ржевская в 1855 году определила дворового мальчика в местное приходское училище, а в 1856 году он начал учиться в Тверском уездном училище под именем Алексея Баранова. Его поразительные успехи в обучении привели Н. С. Ржевскую к мысли отдать мальчика в гимназию и она лично обучала его чтение на французском языке. Осенью 1858 года он сдал вступительный экзамен и был зачислен во 2-й класс; 10 января 1859 года ему была дана вольная, причём на увольнительном свидетельстве в качестве свидетелей подписались А. М. Унковский и А. А. Головачёв. С самого начала обучения в гимназии его начали приглашать в качестве репетитора, что дало ему возможность полностью содержать себя. В 1864 году он окончил гимназию с золотой медалью и поступил на математическое отделение физико‑математического факультета Московского университета, который окончил в 1868 году со степенью кандидата. В университете он учился на стипендию министерства народного просвещения и, кроме этого, имел много частных уроков для безбедной жизни; основные уроки он давал в семьях А. А. Оболенской и её сестры М. А. Сухотиной.
В 1869 году в Вязьме Смоленской губернии было решено учредить гимназию и князь Н.П.Мещерский, крупный местный землевладелец и почётный попечитель Тверской гимназии, пригласил Алексея Баранова учителем; сначала он вёл в Вяземской гимназии уроки географии и естественной истории, а затем — математики и физики; периодически исполнял должность директора.
В 1872 году «заотлично усердную службу и особые труды» А.Г.Баранов был награждён орденом Св. Анны 3‑й степени, а ещё через два года был назначен представителем Министерства народного просвещения в уездном училищном совете. Исполнял обязанности директора Алферовской (близ Вязьмы) и Новинской учительских семинарий.
В коллежские асессоры Алексей Григорьевич Баранов был произведён 12 марта 1874 года; в надворные советники — 9 июня 1875, а 1 августа 1875 года он был назначен на должность директора открытой в городе Торжок Тверской губернии мужской учительской семинарии. В 1876 году он был удостоен ордена Св. Станислава 2‑й степени, в 1878 году получил чин коллежского советника.
С августа 1879 по март 1880 года А. Г. Баранов исполнял обязанности директора народных училищ Тверской губернии. В 1879 году был награждён орденом Св. Анны 2‑й степени, в 1882 году получил чин статского советника, в 1883 году — орден Св. Владимира 4‑й степени.
В 1883 году первым изданием вышла «Книга для чтения» в старшем отделении народных училищ, составлению которой Баранов посвятил два с половиной года.
В 1885 году он был назначен инспектором Московского учебного округа и заведующим частными учебными заведениями второго и третьего разряда. Через год получил чин действительного статского советника. В Москве он продолжил активную деятельность по усовершенствованию методик преподавания в учебных заведениях. После первой части его труда по этой теме (1885) вышли церковнославянский букварь и книга для классного и домашнего чтения в сельских народных школах с трёхлетним курсом (под названием «Наше родное», 1888) и «Руководящие заметки для учащих по „Нашему родному“». Затем появились: «Русский букварь с материалом для первоначального чтения, заучивания наизусть и письменных упражнений» (1887), «Краткое руководство к преподаванию по Русскому букварю для учащих» (1887), «Сборник статей применительно к обучению чтению гражданской печати в одноклассных церковно-приходских школах» (1889), «Руководящие заметки для учащих к обучению чтению гражданской печати по Русскому букварю и Сборнику» (1889), «Приходская школа грамотности. Русский и церковнославянский букварь и сборник статей для обучения чтению гражданской печати» (1889). Кроме того, увидели свет «География Российской империи. Курс средних учебных заведений» (в соавторстве с бывшим наставником Новоторжской учительской семинарии Н.Н.Гореловым, 1886) и «География Российской Империи. Курс уездных и городских училищ» (1886). В составленных Барановым хрестоматиях он, среди прочего, размещал и отдельные собственные сочинения в стихах и прозе; в частности, как установил М. Н. Золотоносов, Баранову принадлежит стихотворение «Осень» («Осень наступила. Высохли цветы…»), впервые появившееся в хрестоматии «Наше родное» и в дальнейшем получившее широкую известность, но приписанное А. Н. Плещееву.
В 1889 году А. Г. Баранов был назначен председателем Испытательного комитета, состоящего при учебном округе, в 1891 году награждён орденом Св. Владимира 3‑й степени.
В 1894 году ему «назначен в пенсию за выслугу 25 лет полный оклад жалования, присвоенного должности окружного инспектора», а 1 января 1895 года он был награждён орденом Св. Станислава 1‑й степени.
В 1896 году, в Алексинском уезде Тульской губернии им было приобретено имение Велегож. В этом же году, 26 февраля, вместе с женой и детьми был утверждён в дворянском достоинстве.
В 1899 году, после назначения членом Совета Министерства народного просвещения, переехал в Санкт-Петербург, где поселился в доходном доме Э. Г. Шведерского на Большой Пушкарской улице.
В 1906 году Алексей Григорьевич вышел в отставку, получил чин тайного советника и вернулся в Москву.
С 1910 года проживал в своём имении Велегож, где и умер в 1911 году. Похоронен в Москве на кладбище Новодевичьего монастыря.

## Семья
В 1870 году А. Г. Баранов женился на бывшей крепостной из сельца Голубочень Буреломской волости Ефремовского уезда Тульской губернии, Александре Васильевне Елушкиной (ум. в октябре 1913). В 1873 году, 26 июня, в семье Барановых родился первый ребёнок — сын Пётр; затем Вера (род. 14.6.1877), Григорий (род. 4.9.1879), Мария (род. 4.12.1880), Софья (род. 22.9.1882), Ксения (род. 1.1.1886), Наталья (род. 16.7.1888), Алексей (род. 23.3.1892) и Надежда (1893—1893).